# Гольяны
Голья́ны (лат. Phoxinus) — род мелких, размером не более 20 сантиметров, пресноводных рыб семейства карповых. Окраска у обыкновенного гольяна (Phoxinus phoxinus) пёстрая, а во время нереста — очень яркая. Чешуя некрупная.
Обыкновенный гольян обитает в быстро текущих реках Европы, Азии и Северной Америки. Другие виды гольянов обитают в арыках, в болотных протоках, разной величины в хорошо аэрируемых водоёмах.
В Якутии имеет некоторое промысловое значение озёрный гольян, или мундушка (от якутского «мунду» — озёрный гольян) (Phoxinus percnurus), длиной до 15 см и весом — до 100 г. Гольяны активны в холодной воде, при температуре 12—20 °C.
В советские годы активно добывался в Якутии. В настоящее время промышленная добыча прекратилась.
Гольян является важнейшим источником питания для хищных рыб.
Известны случаи успешного приручения озёрного гольяна для аквариума, речной в данном случае не подходит (с постоянно аэрацией может жить в аквариумах большого размера), так как для него необходимо течение воды. Озёрный гольян хорошо переносит низкий уровень кислорода в воде, её мутность. Может питаться личинками комара, небольшими мухами, крошками хлеба.

## Виды
В состав рода включают 21 вид:
- Phoxinus ayukensis — Аюкский гольян[3][4]
- Phoxinus adagumicus — Адагумский гольян[5]
- Phoxinus brachyurus — Семиреченский гольян[1]
- Phoxinus cumberlandensis
- Phoxinus czekanowskii — Гольян Чекановского[6]
- Phoxinus eos
- Phoxinus erythrogaster
- Phoxinus grumi
- Phoxinus issykkulensis — Иссык-кульский гольян, или кочкорский гольян[1]
- Phoxinus keumkang
- Phoxinus lagowskii — Гольян Лаговского, или амурский гольян, или китайский гольян[1][6]
- Phoxinus neogaeus
- Phoxinus oreas
- Phoxinus oxycephalus
- Phoxinus oxyrhynchus
- Phoxinus perenurus (син. Phoxinus percnurus) — Озёрный гольян, или маньчжурский озёрный гольян[1][6]
- Phoxinus phoxinus — Обыкновенный гольян или гольян-красавка[6]
- Phoxinus saylori
- Phoxinus semotilus
- Phoxinus tchangi
- Phoxinus tennesseensis